# Le Présent d'abord
Albums de Florent Pagny
Habana
(2016) Tout simplement
(2018)
Singles
1. Le Présent d'abord
Sortie : juin 2017
2. La Beauté du doute
Sortie : septembre 2017
3. Immense
Sortie : janvier 2018

Le Présent d'abord est le 17e album studio de Florent Pagny et son 24e album discographique, sorti le 22 septembre 2017 chez Capitol Music France.

## Liste des titres[2]
| No  | Titre                       | Paroles                            | Musique                                                                  | Durée |
| --- | --------------------------- | ---------------------------------- | ------------------------------------------------------------------------ | ----- |
| 1.  | Le Présent d'abord          | Lionel Florence                    | Maître Gims - Dany Synthé                                                | 3:34  |
| 2.  | La Beauté du doute          | Nazim Khaled                       | Dany Synthé - Nazim Khaled                                               | 3:54  |
| 3.  | Je veux en voir encore      | Thomas Laroche - Antoine Essertier | Thomas Laroche - Dany Synthé - Antoine Essertier - Christopher Ghenda    | 2:56  |
| 4.  | Je connais personne         | Thomas Laroche                     | Dany Synthé - Benoît Leclercq - Julien Joris - Thomas Laroche            | 3:50  |
| 5.  | Interlude (L'Âge de raison) |                                    | Mathias Di Giusto                                                        | 0:45  |
| 6.  | L'Âge de raison             | Maître Gims - Lionel Florence      | Maître Gims - Dany Synthé                                                | 3:53  |
| 7.  | C'est peut-être             | Slimane Nebchi - Jim Bauer         | Slimane Nebchi - Jim Bauer - Yaacov Salah - Meïr Salah - Jules Jaconelli | 3:18  |
| 8.  | Entre mes lignes            | Noni Pop - Christian Vié           | Noni Pop - Mowlo                                                         | 4:02  |
| 9.  | Interlude (Gandhi)          |                                    | Dany Synthé - Xavier Delaunay - Jonathan Gauthier                        | 0:27  |
| 10. | Gandhi                      | Lionel Florence                    | Sam Stoner                                                               | 3:41  |
| 11. | Immense                     | Chad Boccara                       | Yaacov Salah - Meïr Salah - Chad Boccara                                 | 3:36  |
| 12. | Dessine                     | Nazim Khaled                       | Raphaël Koua - Karim Deneyer - Nazim Khaled                              | 3:38  |

## Ventes
L'album débute à la première place du top album avec 36 935 exemplaires lors de sa première semaine d'exploitation. Il y restera 3 semaines consécutives et sera certifié double disques de platine le 16/03/2018 par le SNEP.

## Certification
| Pays   | Organisme | Certification | Seuil   |
| ------ | --------- | ------------- | ------- |
| France | SNEP      | 2 × Platine   | 200 000 |